# Pierre-Augustin Faudet
Pour les articles homonymes, voir Faudet.
Pierre-Augustin Faudet (1798-1873) est un théologien français.

## Biographie
Né le 29 juin 1798 à Saint-Geniès-de-l'Aveyron, ancien élève de l'École royale des chartes (première promotion, 1821), docteur en théologie, Pierre-Augustin Faudet est notamment professeur suppléant à la faculté de Théologie, proviseur du collège Sainte-Barbe, curé de la paroisse de Saint-Étienne-du-Mont.
Il meurt le 30 octobre 1873 à Paris.

## Ouvrages
- Heures des collèges, contenant l'office des dimanches, des fêtes et de la semaine sainte selon l'usage de Paris, Lesage, 1822.
- Avec Louis de Mas Latrie, Notice historique sur la paroisse de Saint-Étienne-du-Mont, ses monuments et établissements anciens et modernes, suivie des offices propres à l'usage de la même paroisse, sacristie de Saint-Étienne, 1840 (BNF 30900680).
- Notice sur M. Demante, professeur à l'École de droit, lue le 14 juin 1856, à la séance des ouvriers de Saint-François-Xavier, dont il était président, Guiraudet et Jouaust, 1857 (BNF 30420489).
- Notice sur M. l'abbé François-Auguste Le Dreuille,... lue le 1er octobre 1860, au service célébré pour le repos de son âme, Jouaust, 1860 (BNF 30420490).
- Éd. de François-Auguste Le Dreuille, Discours prononcés aux réunions des ouvriers de la Société de saint François-Xavier, à Paris et en province, presbytère de Saint-Roch, 1861 (BNF 30770459).
- Préf. de C. du Bos d'Elbhecq, Le Père Fargeau, ou la Famille du peigneur de chanvre, Hachette, 1862 (BNF 30360256).